# Mariina skála
Mariina skála (germană Marienfels este un vârf stâncos, înalt de 428 de m, situat în apropiere de localitatea Jetřichovice (Dittersbach) ) în Boemia, Cehia. Vârful a fost denumit în secolul XIX după prințesa Marie Kinsky, anterior fiind numit Spitzgestein" (Vârf de piatră). In anul 1856 prințul Ferdinand Bonaventura Kinsky lasă să fie construit pe vârful stâncos o colibă, care a servit și ca foișor de foc. Coliba este distrusă de vreo două ori de incendii de pădure. Azi servește ca punct de belvedere pentru Böhmische Schweiz (Boemia elvețiană).

## Galerie

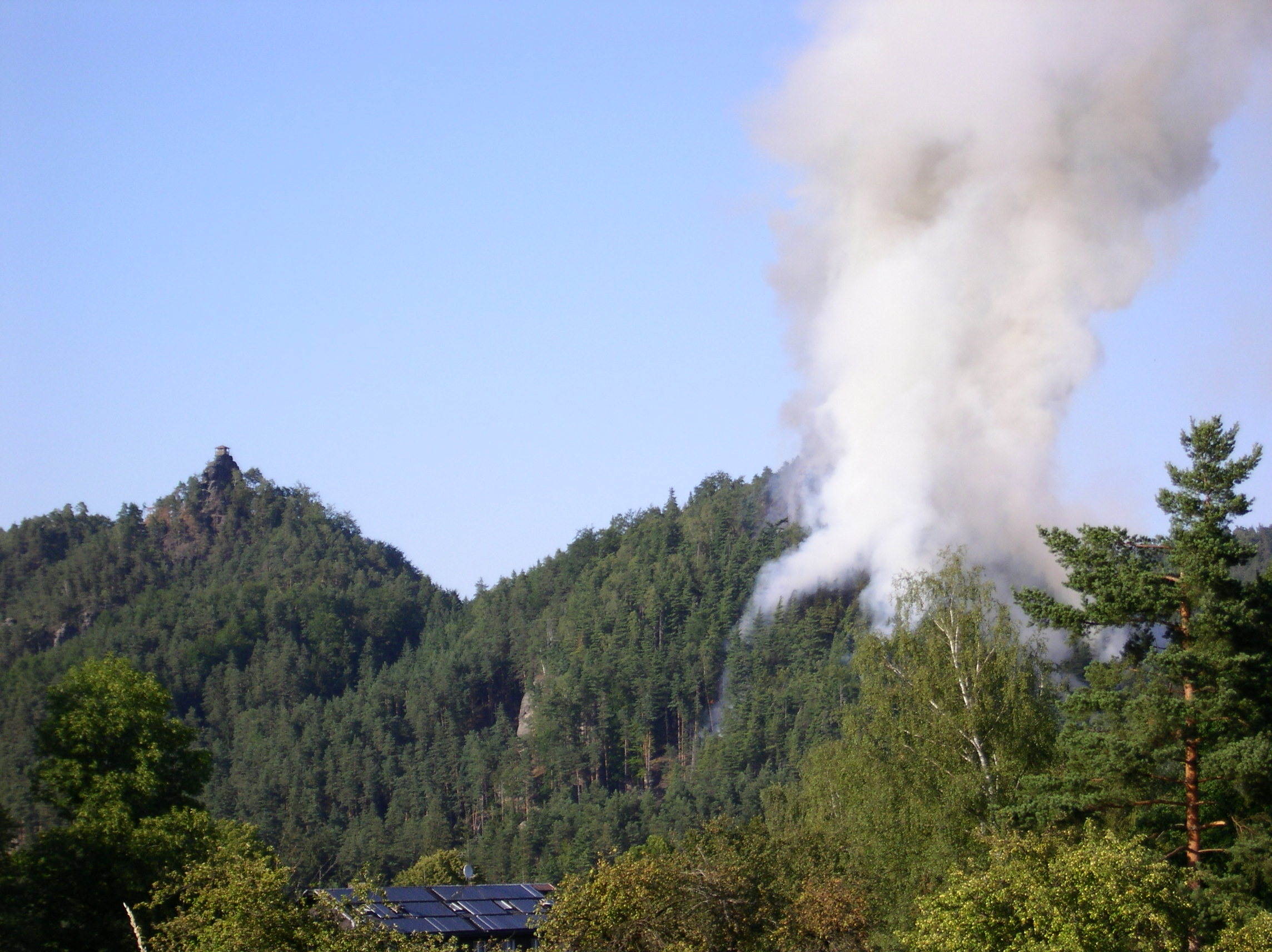
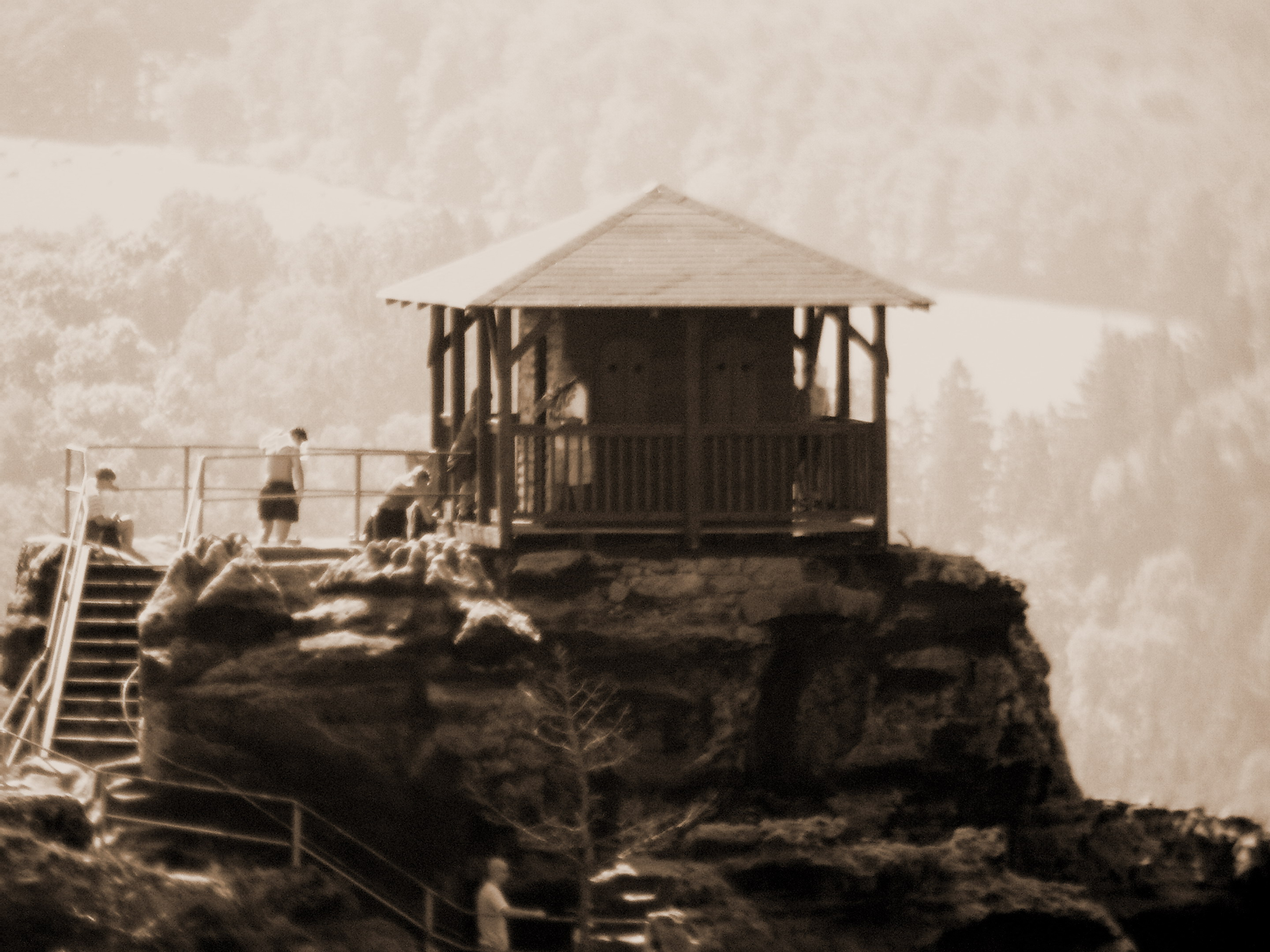
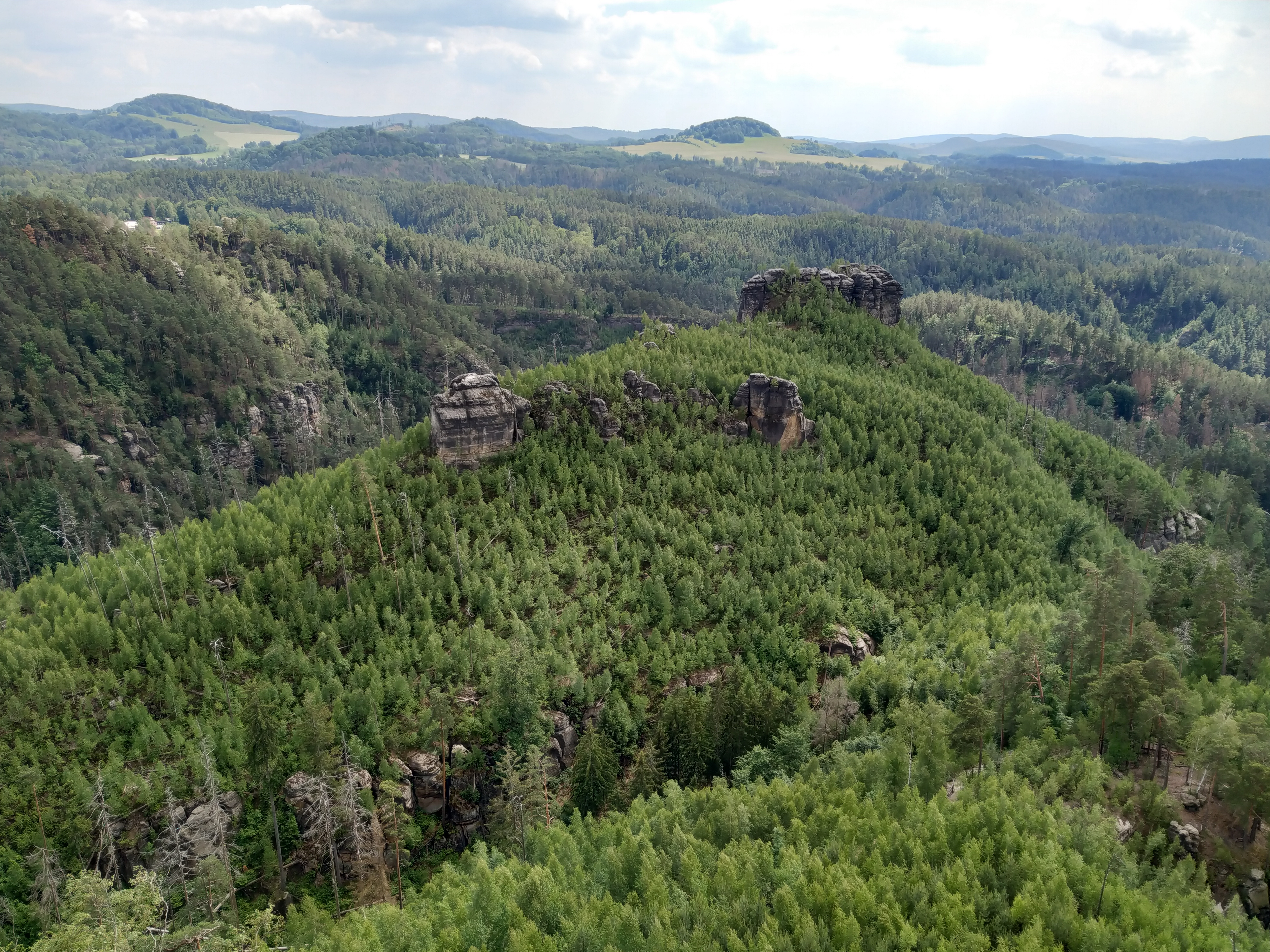
Vedere spre sud